# Eventos de Janeiro
Os Eventos de Janeiro (em lituano:  Sausio įvykiai) foram uma série de confrontos violentos entre a população civil da Lituânia, apoiando a independência, e as Forças Armadas Soviéticas. Os acontecimentos ocorreram entre 11 e 13 de janeiro de 1991, após a restauração da independência pela Lituânia. Como resultado das ações militares soviéticas,   14 civis foram mortos e mais de 140 ficaram feridos.  13 de janeiro foi o dia mais violento. Os acontecimentos centraram-se principalmente na capital Vilnius, mas a atividade militar soviética e os confrontos também ocorreram noutras partes do país, incluindo Alytus, Šiauliai, Varėna e Caunas.
13 de janeiro é o Dia dos Defensores da Liberdade (em lituano:  Laisvės Gynėjų Diena) na Lituânia e é oficialmente considerado um dia comemorativo. 

## Prelúdio

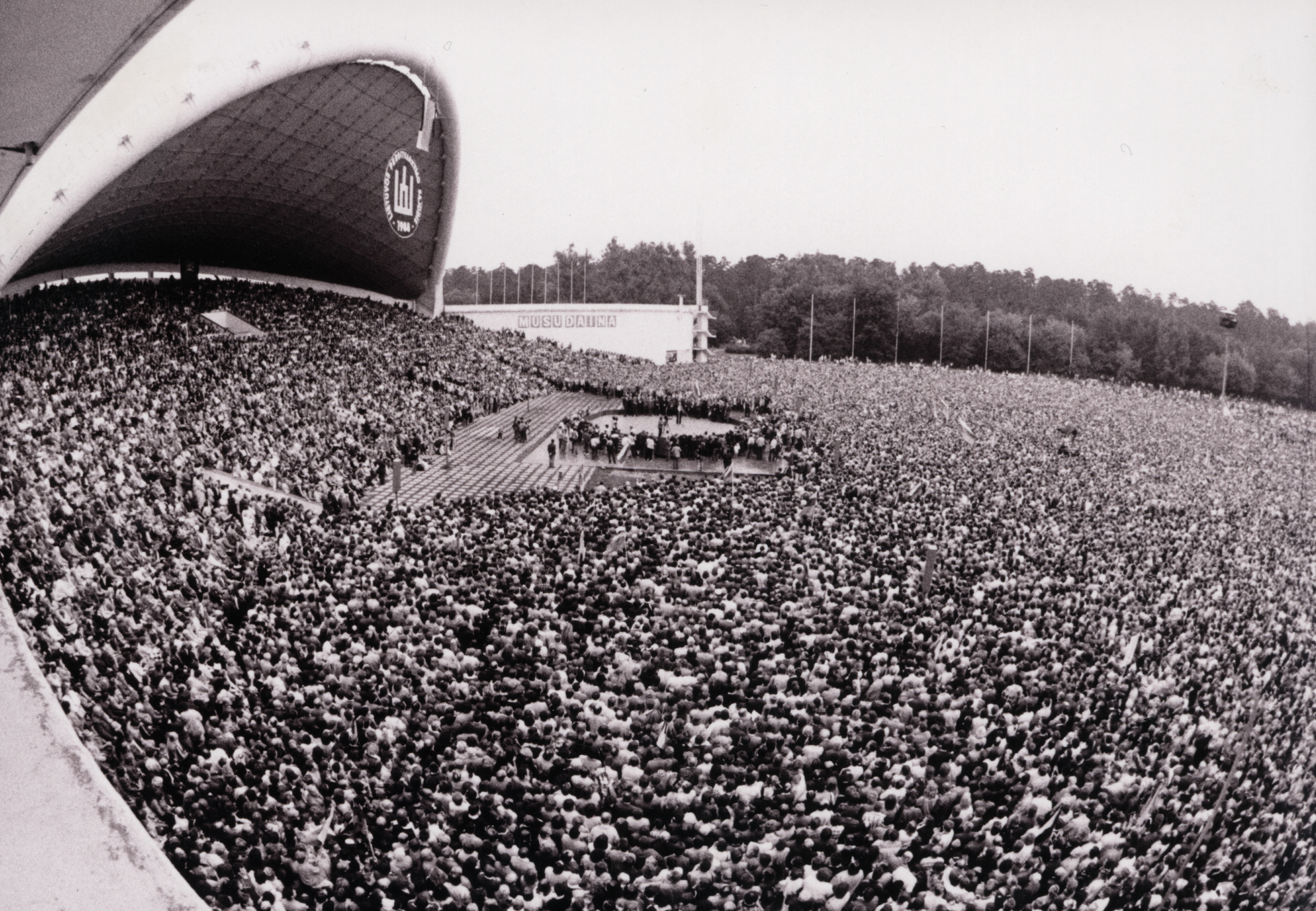
Uma manifestação no Parque Vingis condena o Pacto Molotov-Ribbentrop em 1988, organizado por Sąjūdis

Os estados bálticos, incluindo a Lituânia, foram anexados à força pela União Soviética em 1940. Este movimento nunca foi reconhecido pelas potências ocidentais.
A República da Lituânia declarou independência da União Soviética em 11 de Março de 1990 e, posteriormente, passou por um difícil período de emergência. Durante março-abril de 1990 as Tropas Aerotransportadas Soviéticas (VDV) ocuparam edifícios da Educação Política e da Escola Superior do Partido onde mais tarde acampou o Partido Comunista alternativo da Lituânia, na plataforma do PCUS.
A União Soviética impôs um bloqueio econômico entre abril e o final de junho.  A escassez econômica e energética minou a confiança pública no Estado recentemente restaurado. A taxa de inflação atingiu 100% e continuou a aumentar rapidamente. Em Janeiro de 1991, o governo lituano foi forçado a aumentar os preços várias vezes e foi usado para organizar protestos em massa da chamada "população russófona" do país. 
Durante os cinco dias anteriores aos assassinatos, trabalhadores soviéticos, polacos e outros trabalhadores nas fábricas de Vilnius protestaram contra os aumentos dos preços dos bens de consumo do governo e contra o que consideravam discriminação étnica.  De acordo com a Human Rights Watch, o governo soviético montou uma campanha de propaganda destinada a promover conflitos étnicos. 
Para proteger a minoria populacional russófona, a União Soviética enviou forças armadas de elite e unidades de serviços especiais. 
Em 8 de Janeiro, o conflito entre o Presidente do Parlamento, Vytautas Landsbergis, e a Primeira-ministra, Kazimira Prunskienė, culminou na sua demissão.  Prunskienė reuniu-se com o presidente da União Soviética, Mikhail Gorbachev, naquele dia. Ele recusou o seu pedido de garantias de que não seriam tomadas medidas militares. 
No mesmo dia, o movimento pró-Moscou Yedinstvo organizou um comício em frente ao Conselho Supremo da Lituânia.  Os manifestantes tentaram invadir o edifício do parlamento, mas foram expulsos pelas forças de segurança desarmadas, utilizando canhões de água. Apesar da votação do Conselho Supremo no mesmo dia para travar os aumentos de preços, a escala dos protestos e provocações apoiadas pelo Yedinstvo e pelo Partido Comunista aumentou. Durante um discurso na rádio e na televisão, Landsbergis apelou aos apoiantes da independência para se reunirem e protegerem os principais edifícios governamentais e infra-estruturais.
De 8 a 9 de janeiro, várias unidades militares especiais soviéticas foram transportadas para a Lituânia (incluindo o Grupo Alpha de contraterrorismo e paraquedistas da 76ª Divisão de Assalto Aéreo de Guardas do VDV com base em Pskov). A explicação oficial foi que isto era necessário para garantir a ordem constitucional e a eficácia das leis da RSS da Lituânia e da União Soviética.
Em 10 de janeiro, Gorbachev dirigiu-se ao Conselho Supremo, exigindo a restauração da constituição da URSS na Lituânia e a revogação de "todas as leis anticonstitucionais".  Ele mencionou que a intervenção militar poderia ser possível dentro de alguns dias. Quando as autoridades lituanas pediram a garantia de Moscovo de não enviar tropas armadas, Gorbachev não respondeu.

## Linha do tempo

### Sexta-feira, 11 de janeiro de 1991

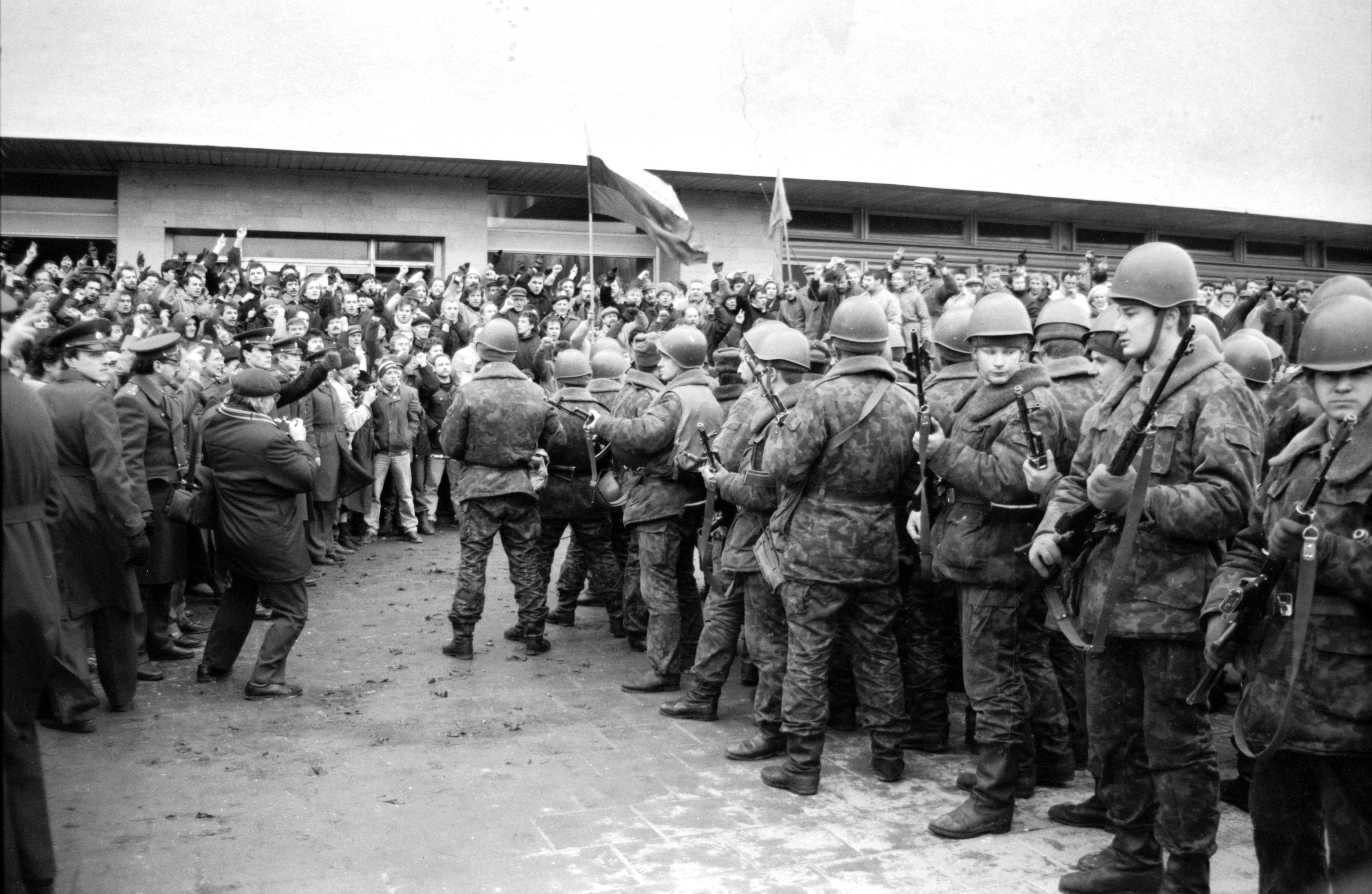
Civis desarmados defendem a Casa de Imprensa da Lituânia dos paraquedistas do Exército Soviético, janeiro de 1991

Pela manhã, Landsbergis e o primeiro-ministro Albertas Šimėnas receberam outro ultimato do "Congresso Democrático da Lituânia" exigindo que cumprissem o pedido de Gorbachev até às 15h00 do dia 11 de Janeiro. 
- 11h50 - Unidades militares soviéticas tomam o edifício do Departamento de Defesa Nacional em Vilnius.
- 12h00 – Unidades militares soviéticas cercam e tomam o edifício da Casa da Imprensa em Vilnius. Os soldados usam munição real contra civis. Várias pessoas estão hospitalizadas, algumas com ferimentos de bala.
- 12h15 - Paraquedistas soviéticos tomam o edifício regional do Departamento de Defesa Nacional em Alytus.
- 12h30 - Unidades militares soviéticas tomam o edifício regional do Departamento de Defesa Nacional em Šiauliai.
- 15h00 - Numa conferência de imprensa realizada no edifício do Comité Central do Partido Comunista da Lituânia, o chefe da Divisão Ideológica Juozas Jermalavičius anuncia a criação do "Comité de Salvação Nacional da RSS da Lituânia" e que a partir de agora será o único governo legítimo na Lituânia.
- 16h40 - O Ministro dos Negócios Estrangeiros, Algirdas Saudargas, envia uma nota diplomática ao Ministério dos Negócios Estrangeiros da União Soviética na qual expressa as suas preocupações sobre a violência do exército soviético na Lituânia.
- 21h00 - Unidades militares soviéticas apreendem um centro de retransmissão de TV em Nemenčinė.
- 23h00 – Unidades militares soviéticas tomam o escritório do despachante da estação ferroviária de Vilnius. O tráfego ferroviário é interrompido, mas restaurado várias horas depois.

### Sábado, 12 de janeiro de 1991
Durante uma sessão noturna do Conselho Supremo, o Presidente Landsbergis anunciou que havia tentado ligar para Gorbachev três vezes, mas não teve sucesso. O Vice-Ministro da Defesa da União Soviética, General Vladislav Achalov, chegou à Lituânia e assumiu o controle de todas as operações militares. Pessoas de toda a Lituânia começaram a cercar os principais edifícios estratégicos: o Conselho Supremo, o Comitê de Rádio e Televisão, a Torre de Televisão de Vilnius e a principal central telefônica. 
- 00h30 - Unidades militares soviéticas tomam a base do Destacamento de Polícia para Fins Especiais da RSS da Lituânia ( OMON ) num subúrbio de Vilnius.
- 04h30 - Unidades militares soviéticas tentam, sem sucesso, tomar o edifício da Academia de Polícia em Vilnius.
- 11h20 - Soldados soviéticos armados atacam um posto fronteiriço perto de Varėna.
- 14h00 - Um camião militar soviético colide com um veículo civil em Caunas. Uma pessoa morre e três são hospitalizadas com ferimentos graves. Moradores de Vilnius transportam comida para passageiros em caminhões parados em greve.
- 22h00 - Uma coluna de veículos militares soviéticos é avistada a sair de uma base militar em Vilnius e a deslocar-se em direção ao centro da cidade. Funcionários do Comitê Central do Partido Comunista da Lituânia instruem grupos especiais de trabalhadores (drujinas) a estarem prontos “para eventos especiais”.
- 23:00 - Um grupo desconhecido de indivíduos que afirmam fazer parte do Comité de Salvação Nacional, declara no Conselho Supremo que é seu dever assumir o controlo da Lituânia para evitar um colapso económico e uma guerra fratricida.

### Domingo, 13 de janeiro de 1991

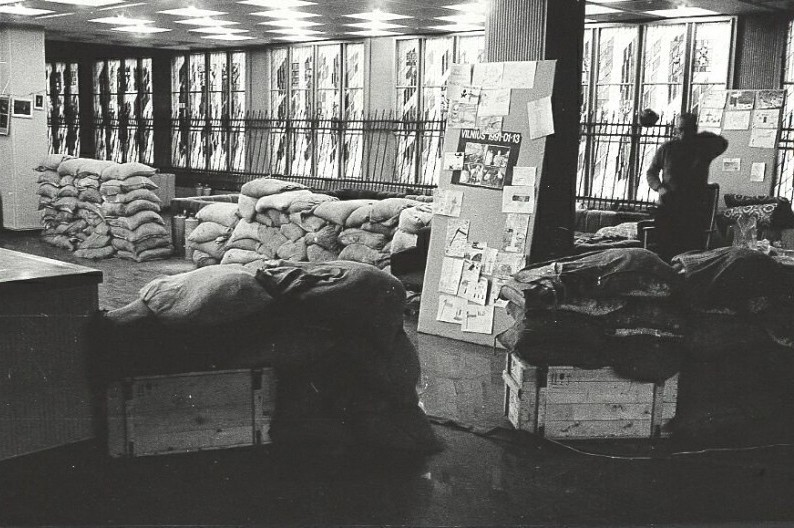
Preparação para o antecipado ataque soviético no interior do edifício do parlamento, o Palácio Seimas, 13 de Janeiro.

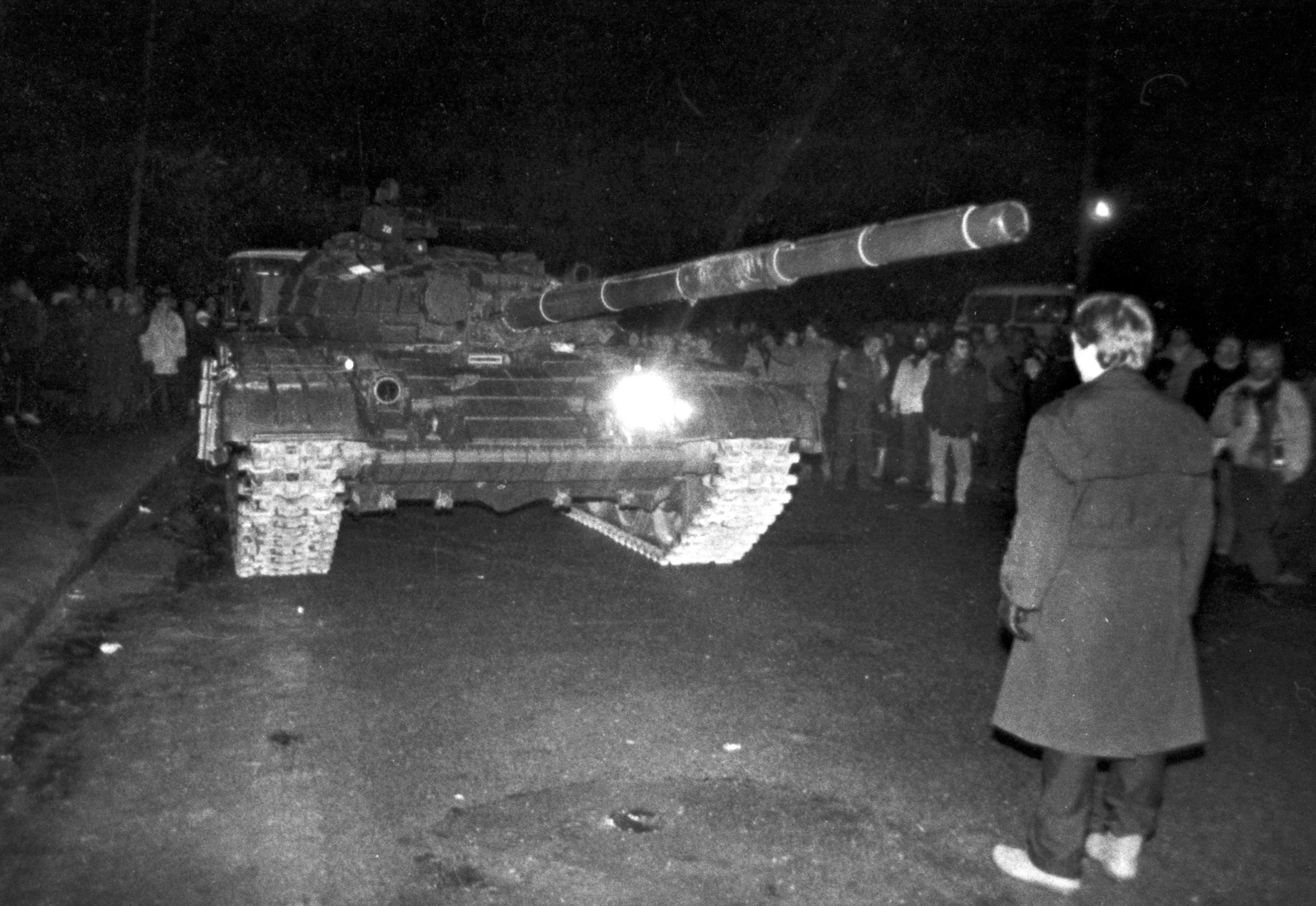
Cidadão lituano desarmado enfrenta um tanque soviético

- 00:00 - Outra coluna de veículos militares (incluindo tanques e BMPs) é avistada saindo da base militar e seguindo em direção à torre de TV. [16] [17]
- 01h25 - Ao chegar nas proximidades da torre de TV, os tanques começam a disparar tiros de festim.
- 01h50 – Tanques e soldados cercam a torre de TV. Soldados disparam munição real sobre o alto e contra multidões de civis reunidas ao redor do prédio. Os tanques passam direto pelas filas de pessoas. Quatorze pessoas morreram no ataque, a maioria delas baleadas e duas esmagadas por tanques. Um membro da unidade soviética Alfa (Viktor Shatskikh) é morto por fogo amigo. Alto-falantes em vários BMPs transmitem a voz de Juozas Jermalavičius: "Broliai lietuviai, nacionalistų ir separatistų vyriausybė, kuri priešpastatė save liaudžiai, nuversta. Eikite pas savo tėvus, vaikus!" ("Irmãos lituanos! O governo nacionalista e separatista, que confrontou o povo foi derrubado! Vá [para casa] para seus pais e filhos! ")
- 02h00 – BMPs e tanques cercam o prédio do Comitê de Rádio e Televisão. Soldados disparam munição real contra o prédio, por cima das cabeças da multidão de civis. A transmissão de televisão ao vivo foi apresentada por Eglė Bučelytė e posteriormente encerrada. As últimas imagens transmitidas são de um soldado soviético correndo em direção à câmera e desligando-a.
- 02h30 – Um pequeno estúdio de TV de Caunas entrou no ar inesperadamente. Um técnico do programa familiar que normalmente é transmitido de Caunas uma vez por semana estava no ar, apelando a quem pudesse ajudar a transmitir para o mundo, em tantas línguas diferentes quanto possível, sobre o exército soviético e os tanques que matam pessoas desarmadas na Lituânia. Em uma hora, o estúdio estava lotado com vários professores universitários transmitindo em vários idiomas. O estúdio recebeu um telefonema ameaçador da divisão do exército soviético de Caunas (possivelmente a 7ª Divisão Aerotransportada de Guardas do VDV). O segundo telefonema da divisão do exército soviético ocorreu logo, com um comandante afirmando que "eles não tentariam assumir o controle do estúdio enquanto nenhuma informação errada fosse dada". Tudo isso foi transmitido ao vivo. A estação de TV Caunas estava usando transmissores Juragiai e Sitkūnai como retradutores.

Após estes dois ataques, grandes multidões (20.000 durante a noite, mais de 50.000 pela manhã) de apoiantes da independência reuniram-se em torno do edifício do Conselho Supremo. As pessoas começaram a construir barricadas antitanque e a estabelecer defesas dentro dos edifícios vizinhos. Capelas provisórias foram instaladas dentro e fora do edifício do Conselho Supremo. Membros da multidão rezaram, cantaram e gritaram slogans pró-independência. Apesar de colunas de caminhões militares, veículos de combate de infantaria e tanques se aproximarem do Conselho Supremo, as forças militares soviéticas recuaram em vez de atacar.
Entre os membros da barricada estavam dois jogadores de basquete que mais tarde jogariam pela seleção lituana, Gintaras Einikis e Alvydas Pazdrazdis. 

## Vítimas

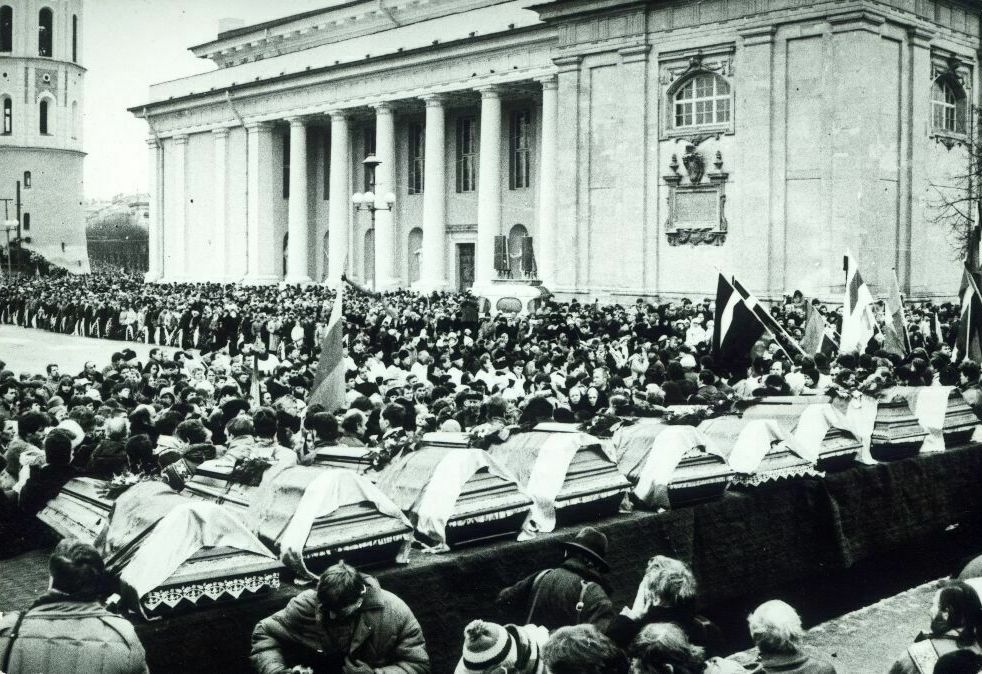
Cerimônia de sepultamento das vítimas

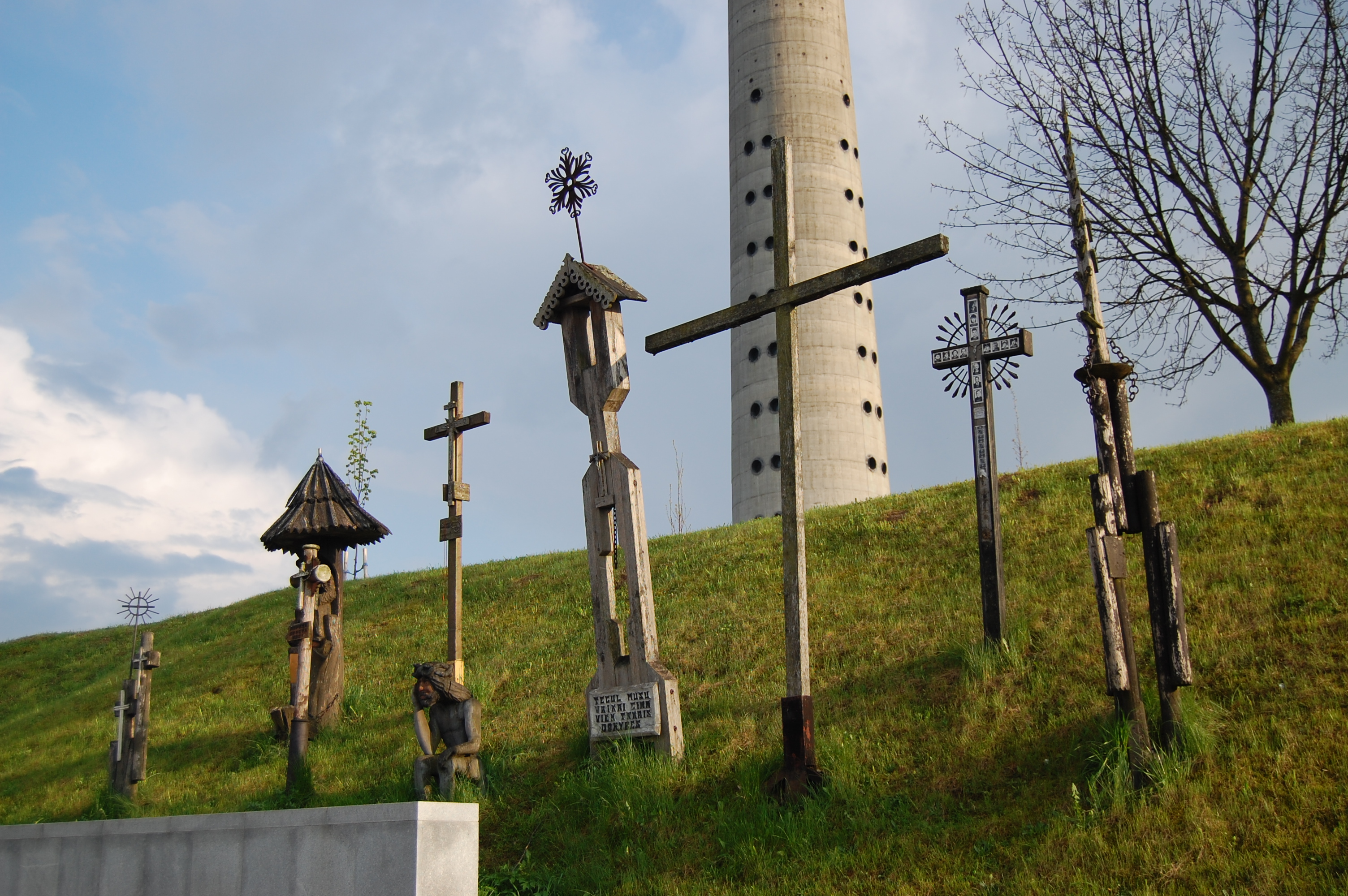
O memorial às vítimas perto da torre de TV. Desde então, as cruzes foram movidas para dentro da torre de TV.

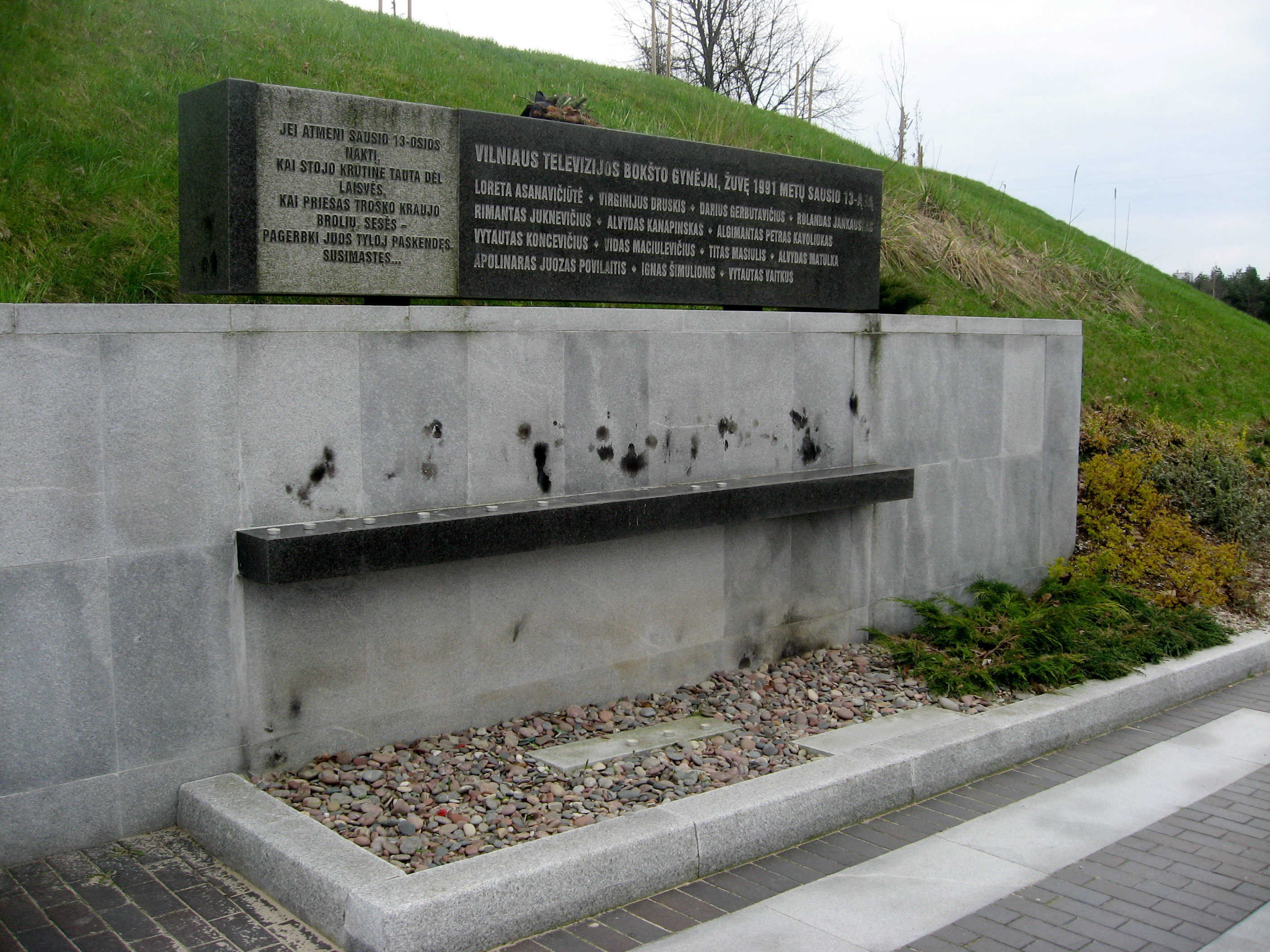
O muro memorial perto da torre de TV

Ao todo, treze lituanos foram mortos pelo exército soviético.  Um civil adicional morreu no local devido a um ataque cardíaco, e um soldado soviético foi morto por fogo amigo. Todas as vítimas, exceto o soldado soviético, foram condecoradas com a Ordem da Cruz de Vytis em 15 de janeiro de 1991. 
1. Loreta Asanavičiūtė (n. 1967) – a única vítima feminina. Trabalhou como costureira em uma fábrica. Morreu no hospital depois de cair debaixo de um tanque. Conhecida por seu caráter tímido, ela se tornou a vítima mais famosa.
2. Virginijus Druskis (n. 1969) – estudante da Universidade de Tecnologia de Caunas. Foi baleado no peito.
3. Darius Gerbutavičius (n. 1973) – aluno de uma escola profissionalizante. Foi baleado cinco vezes (pernas, braços e costas).
4. Rolandas Jankauskas (n. 1969) – estudante. Ele foi atingido no rosto por um dispositivo explosivo. Sua mãe era russa nativa de Krai de Altai.
5. Rimantas Juknevičius (n. 1966) – natural de Marijampolė, sénior na Universidade de Tecnologia de Caunas. Ele foi baleado.
6. Alvydas Kanapinskas (n. 1952) – trabalhador em uma fábrica bioquímica Kėdainiai. Ele foi baleado.
7. Algimantas Petras Kavoliukas (n. 1939) – açougueiro de mercearia. Ele foi ferido por uma bala de borracha em 11 de janeiro de 1991, quando protestava contra as tropas soviéticas perto da Casa de Imprensa. Em 13 de janeiro, ele foi atingido por um tanque. Segundo algumas testemunhas, ele foi a primeira vítima morta naquela noite.
8. Vytautas Koncevičius (n. 1941) – lojista. Morreu no hospital cerca de um mês após os ataques. Foi deportado para a Sibéria com a família em 1945. Ele foi baleado.
9. Vidas Maciulevičius (n. 1966) – serralheiro. Morreu devido a ferimentos de bala no rosto, pescoço e coluna.
10. Titas Masiulis (n. 1962) – Morador de Caunas que levou um tiro no peito.
11. Alvydas Matulka (n. 1955) – Morador de Rokiškis que morreu de ataque cardíaco.
12. Apolinaras Juozas Povilaitis (n. 1937) – metalúrgico de instituto. Ele morreu devido a ferimentos de bala no coração, pulmão direito, braço e coxa.
13. Ignas Šimulionis (n. 1973) – estudante do ensino médio, amigo de Gerbutavičius. Foi baleado na cabeça.
14. Vytautas Vaitkus (n. 1943) – encanador em um frigorífico. Morreu devido a ferimentos de bala no peito.
15. Viktor Viktorovich Shatskikh (n. 1961) – Tenente do Grupo 'A' do Escritório de Serviço MTO 7 da KGB. Mortalmente ferido por uma bala de 5,45 mm que passou por uma fenda em seu colete à prova de balas (morreu devido a uma bala ricochete disparada por um colega soldado dentro do prédio da Rádio e Televisão Nacional da Lituânia). Ele foi condecorado postumamente com a Ordem da Bandeira Vermelha.

12 das 14 vítimas foram enterradas no Cemitério Antakalnis, em Vilnius. Titas Masiulis foi enterrado no cemitério Petrašiūnai em sua cidade natal, Caunas, Rimantas Juknevičius foi enterrado no cemitério de Marijampolė.

## Consequências

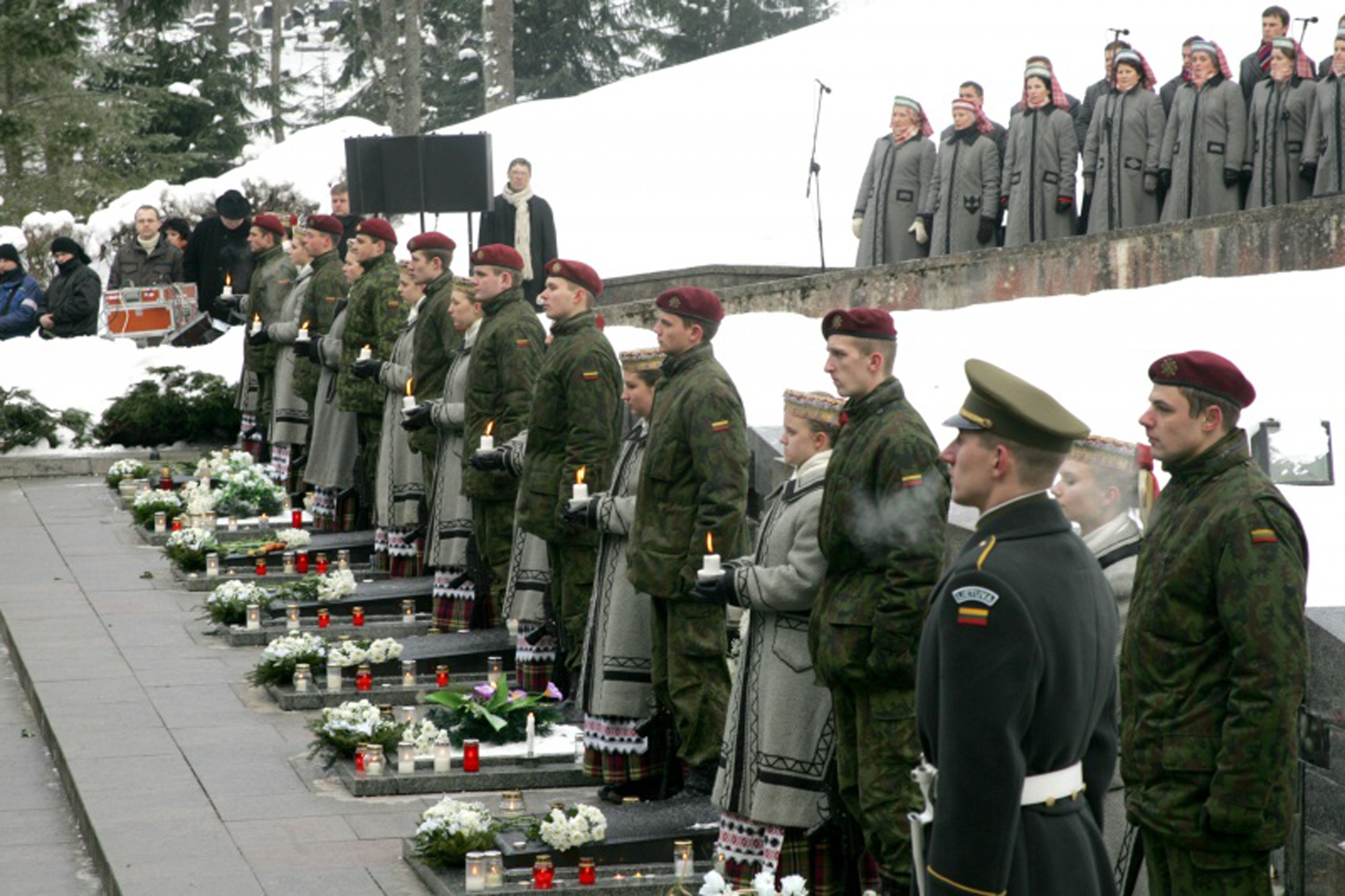
Cerimônia de homenagem perto dos túmulos das vítimas.

Imediatamente após os ataques, o Conselho Supremo emitiu uma carta ao povo da União Soviética e ao resto do mundo denunciando os ataques e apelando aos governos estrangeiros para reconhecerem que a União Soviética tinha cometido um acto de agressão contra uma nação soberana. Após as primeiras notícias da Lituânia, o governo da Noruega apelou às Nações Unidas. O governo da Polônia expressou a sua solidariedade para com o povo da Lituânia e denunciou as ações do exército soviético.
A reação do governo dos Estados Unidos foi um tanto silenciosa, pois eles estavam fortemente preocupados com o início iminente da Operação Tempestade no Deserto contra o Iraque e preocupados com possíveis consequências mais amplas caso ofendessem os soviéticos naquele momento crítico.  O presidente George HW Bush denunciou o incidente, chamando-o de "profundamente perturbador" e que "ameaça retroceder ou talvez até reverter o processo de reforma" na União Soviética.  Bush foi notavelmente cuidadoso em não criticar Gorbachev directamente, dirigindo em vez disso as suas observações aos "líderes soviéticos".

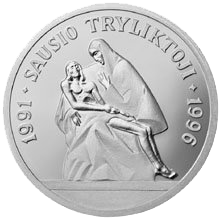
Litas comemorativo dedicada ao 5º aniversário dos acontecimentos de 13 de janeiro

Após os acontecimentos, Gorbachev disse que "trabalhadores e intelectuais" lituanos que reclamavam de transmissões anti-soviéticas tentaram falar com o parlamento lituano, mas foram recusados e espancados.  Depois, disse ele, “trabalhadores e intelectuais” lituanos pediram ao comandante militar em Vilnius que fornecesse protecção.  O Ministro da Defesa, Dmitry Yazov, o Ministro do Interior, Boris Pugo e Gorbachev afirmaram que ninguém em Moscovo deu ordens para usar a força em Vilnius.  Yazov afirmou que os nacionalistas estavam a tentar formar o que ele chamou de ditadura burguesa. Pugo alegou em rede nacional que os manifestantes abriram fogo primeiro. 
Durante o dia seguinte, reuniões de apoio ocorreram em muitas cidades (Kiev, Riga, Tallinn) e algumas mandaram construir barricadas defensivas em torno dos seus distritos governamentais.
Embora a ocupação e os ataques militares tenham continuado durante vários meses após os ataques, não houve grandes encontros militares abertos depois de 13 de Janeiro. A forte reacção ocidental e as acções das forças democráticas soviéticas colocaram o Presidente e o governo da União Soviética numa posição embaraçosa. Isto influenciou futuras negociações entre a Lituânia e a Rússia e resultou na assinatura de um tratado em 31 de janeiro.
Durante uma visita da delegação oficial da Islândia à Lituânia, em 20 de Janeiro, o Ministro dos Negócios Estrangeiros, Jón Baldvin Hannibalsson, disse: "O meu governo está a considerar seriamente a possibilidade de estabelecer relações diplomáticas com a República da Lituânia." A Islândia cumpriu a sua promessa e, em 4 de Fevereiro de 1991, apenas três semanas após os ataques, reconheceu a República da Lituânia como um Estado soberano independente e foram estabelecidas relações diplomáticas entre as duas nações.
Estes acontecimentos são considerados alguns dos principais factores que levaram à vitória esmagadora dos apoiantes da independência num referendo realizado em 9 de Fevereiro de 1991. Votaram 84,73% dos eleitores registados, dos quais 90,47% votaram a favor da independência total e total da Lituânia.
As ruas do bairro da torre de TV foram posteriormente renomeadas em homenagem a nove vítimas do ataque. Uma rua em Caunas, cidade natal de Titas Masiulis, recebeu seu nome, assim como uma rua em Marijampolė em homenagem a sua cidade natal, Rimantas Juknevičius, uma rua em Kėdainiai em homenagem a Alvydas Kanapinskas, e uma rua em Pelėdnagiai (perto de Kėdainiai) em homenagem a Vytautas Koncevičius.
Da entrevista de Mikhail Golovatov, ex-comandante do “grupo Alpha”: “As armas e munições que nos foram entregues foram entregues no final da operação, pelo que se pode constatar que nem um único tiro foi disparado do nosso lado. Mas no momento do ataque, nosso jovem oficial Victor Shatskikh foi mortalmente ferido nas costas. Como já tomamos a torre de TV e saímos, fomos atacados pelas janelas das casas vizinhas, e saindo a partir daí tivemos que nos esconder atrás dos veículos blindados." 

### Processo criminal

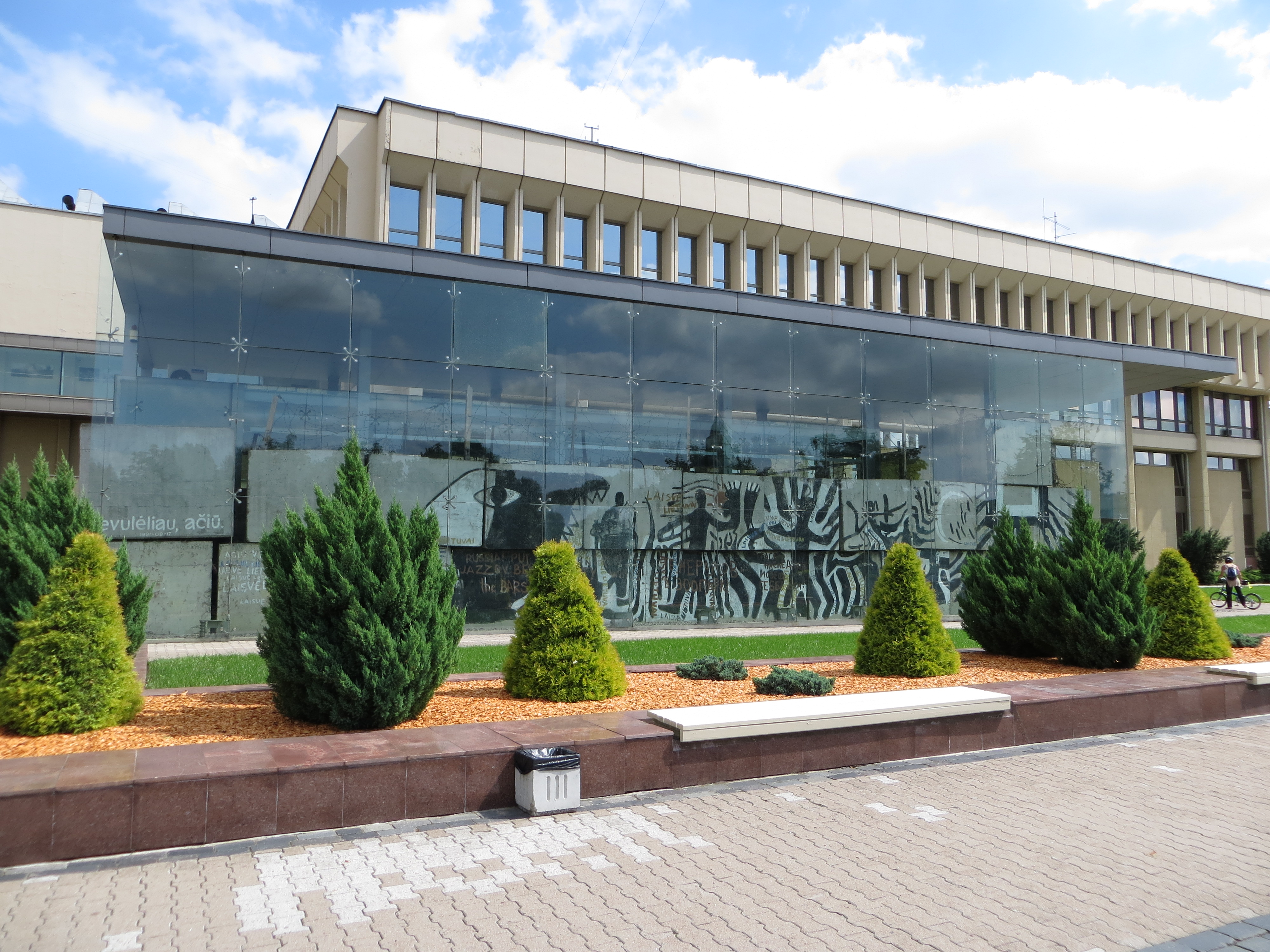
Barricadas restantes em Seimas

Em 1996, dois membros do Comitê Central do Partido Comunista da RSS da Lituânia, Mykolas Burokevičius e Juozas Jermalavičius, foram condenados a penas de prisão pelo seu envolvimento nos acontecimentos de Janeiro. Em 1999, o Tribunal Distrital de Vilnius condenou seis ex-militares soviéticos que participaram nos acontecimentos. Em 11 de maio de 2011, um soldado da OMON soviética Konstantin Mikhailov foi condenado à prisão perpétua por matar funcionários da alfândega e policiais em 1991 no posto de fronteira "Medininkai" com a RSS da Bielorrússia perto da aldeia de Medininkai.
Desde 1992, representantes do Gabinete do Procurador-Geral da Lituânia solicitaram à Bielorrússia a extradição de Vladimir Uskhopchik, um antigo general que comandava a guarnição de Vilnius em Janeiro de 1991 e editor do jornal Lituânia Soviética Stanislava Juonienė.  O pedido da Lituânia foi repetidamente negado.
Em Julho de 2011, as tensões diplomáticas aumentaram entre a Áustria e a Lituânia quando Mikhail Golovatov, um ex-general da KGB que participou no massacre de 13 de Janeiro de 1991, foi libertado após ter sido detido no Aeroporto de Viena. Ele então voou para a Rússia. Em resposta, a Lituânia chamou de volta o seu embaixador na Áustria. 
As audiências no Tribunal Distrital de Vilnius começaram em 27 de janeiro de 2016, com 67 indivíduos enfrentando acusações de crimes de guerra, crimes contra a humanidade, agressão, homicídio, perigo para o bem-estar de terceiros, bem como ações militares ilegais contra civis. O caso consiste em 801 volumes de documentos, incluindo 16 volumes da própria acusação.  Os réus incluíam o ex-ministro da Defesa soviético, Dmitry Yazov, o ex-comandante do grupo antiterrorista soviético Alpha, Mikhail Golovatov, e Vladimir Uskhopchik.
Robertas Povilaitis, filho sobrevivente de uma das vítimas, solicitou que as autoridades responsáveis pela aplicação da lei conduzissem uma investigação sobre o papel de Gorbachev nos acontecimentos. Em 17 de outubro de 2016, o Tribunal Regional de Vilnius decidiu convocar Gorbachev para depor como testemunha.  A Federação Russa recusou-se a questionar Gorbachev. Como não foi iniciada nenhuma investigação pré-julgamento contra Gorbachev no caso de 13 de Janeiro, o Presidente do Tribunal Constitucional da Lituânia, Dainius Žalimas, argumentou que é difícil acreditar que os acontecimentos aconteçam sem o conhecimento do Presidente da URSS.  O papel de Mikhail Gorbachev nos acontecimentos de Janeiro permanece controverso. 
Em 2018, as autoridades russas iniciaram processos penais contra os procuradores e juízes lituanos que investigavam o caso.  Esta ação russa foi condenada pelo Parlamento Europeu como “influência externa inaceitável” e “motivada politicamente”.  
Em 27 de Março de 2019, o Tribunal Distrital de Vilnius considerou todos os 67 arguidos culpados de crimes de guerra ou crimes contra a humanidade.   A grande maioria deles foi julgada e condenada à revelia. Entre os réus de destaque, o ex-ministro da Defesa soviético, Dmitry Yazov, foi condenado a 10 anos de prisão, Mikhail Golovatov a 12 anos de prisão e Vladimir Uskhopchik a 14 anos de prisão. Outros foram condenados a penas de prisão entre 4 e 12 anos. 
Em 31 de março de 2021, o Tribunal de Recurso da Lituânia anunciou o seu acórdão, que apenas aumentou o tempo de prisão dos condenados e concedeu danos imateriais de 10,876 milhões de euros às vítimas.  Um juiz, que anunciou a sentença, disse que: “Enquanto passavam com os tanques sobre as pessoas, entendiam perfeitamente o que estavam fazendo”.  Posteriormente, a Rússia ameaçou tomar medidas retaliatórias pelo julgamento.   O Comissário Europeu para a Justiça, Didier Reynders, prometeu que a União Europeia defenderá os juízes lituanos que ouviram o caso de 13 de janeiro da perseguição por parte da Rússia.  O Ministro dos Negócios Estrangeiros da Lituânia, Gabrielius Landsbergis, disse que a Lituânia apelará à Interpol para rejeitar o apelo da Rússia contra a perseguição aos juízes lituanos que ouviram o caso de 13 de janeiro. 
Em 2019, a Rússia e a Bielorrússia recusaram-se a extraditar os responsáveis pelos acontecimentos de Janeiro.  
Em março de 2021, muitos dos 66 arguidos permaneciam fora do alcance da justiça lituana. 

## Legado
13 de janeiro é o Dia dos Defensores da Liberdade (em lituano:  Laisvės Gynėjų Diena) na Lituânia. Não é feriado, mas é oficialmente comemorado como dia comemorativo.  É um dia vividamente recordado na memória nacional lituana.   O dia tem sido associado ao luto  e as bandeiras nacionais são geralmente hasteadas  com uma fita preta anexada. Nos últimos anos, os alfinetes de flores Myosotis tornaram-se um símbolo de comemoração dos acontecimentos. 
Recentemente tem havido debates públicos sobre se o dia 13 de Janeiro (e os acontecimentos em geral) deveria ser visto como o dia de luto ou se deveria ser celebrado como o dia da vitória.  Os antigos líderes lituanos Landsbergis e Dalia Grybauskaitė expressaram a opinião de que 13 de Janeiro não é apenas o dia de luto e de comemoração daqueles que sacrificaram as suas vidas, mas também o dia da vitória nacional.   Outras figuras públicas proeminentes descreveram o dia 13 de janeiro como um Dia da Vitória, incluindo Arvydas Pocius e Valdemaras Rupšys, ambos voluntários defendendo o Parlamento durante os eventos, bem como Rimvydas Valatka,  Marius Laurinavičius,  Vytautas Ališauskas. 
Desde então, a Lituânia acusou a Rússia de tentar espalhar desinformação sobre os acontecimentos de Janeiro.   O Parlamento Europeu condenou a Rússia e apelou a "cessar a desinformação irresponsável e as declarações de propaganda" relativamente ao caso de 13 de Janeiro.  O EUvsDisinfo documentou vários exemplos de desinformação nos meios de comunicação pró-Kremlin. 